# Міжнародний турнір фізиків
Міжнародний турнір фізиків (англ. International Physicists' Tournament, IPT) — командне творче змагання серед студентів вищих навчальних закладів, яке полягає у розв'язанні дослідницьких задач та захисті своїх розв'язків у науковій полеміці.
Турнір виник 2009 року на основі Всеукраїнського студентського турніру фізиків, як змагання між найкращими командами України й Росії. Рік у рік до турніру приєднувалися нові країни, і 2016 року кількість країн-учасниць сягнула 14.
З ініціативи учасників турніру, 2016 року було засновано журнал Emergent Scientist, в якому відтоді учасники турніру публікують розв'язки турнірних задач.

## Переможці
| Рік  | №    | Місце    | Країна    | Кількість команд | Кількість країн | І місце   | ІІ місце | ІІІ місце  | Задачі | Сайт |
| ---- | ---- | -------- | --------- | ---------------- | --------------- | --------- | -------- | ---------- | ------ | ---- |
| 2009 | I    | Київ     | Україна   | 4                | 2               | Росія     | Україна  | -          | ?      | -    |
| 2010 | II   | Київ     | Україна   | 4                | 2               | Україна   | Росія    | -          | ?      | -    |
| 2011 | III  | Москва   | Росія     | 8                | 6               | Україна   | Росія    | Словаччина |        |      |
| 2012 | IV   | Москва   | Росія     | 6                | 4               | Росія     | Україна  | Швейцарія  |        |      |
| 2013 | V    | Лозанна  | Швейцарія | 10               | 10              | Швейцарія | Польща   | Франція    |        |      |
| 2014 | VI   | Лозанна  | Швейцарія | 9                | 9               | Франція   | Україна  | Данія      |        |      |
| 2015 | VII  | Варшава  | Польща    | 11               | 11              | Україна   | Данія    | Франція    |        |      |
| 2016 | VIII | Париж    | Франція   | 15               | 14              | Франція   | Польща   | Росія      |        |      |
| 2017 | IX   | Гетеборг | Швеція    | 18               | 15              | Україна   | Швеція   | Франція    |        |      |
| 2018 | X    | Москва   | Росія     | 14               | 14              | Швейцарія | Франція  | Бразилія   |        |      |
| 2019 | XI   | Лозанна  | Швейцарія | 19               | 16              | Франція   | Франція  | Україна    |        |      |
| 2020 | XII  | Онлайн   | Онлайн    | 10               | 10              | Росія     | Україна  | США        |        |      |